# Подковообразная арка
Подковообразная, или мавританская, арка — типичный элемент исламской архитектуры.
Арка — остроумное изобретение ближневосточных строителей. Арку выкладывают снизу вверх из трапециевидных клинчатых камней или кирпичей и «запирают» сверху центральным замко́вым камнем. Арки, как и своды, обладают особенной прочностью и позволяют за неимением строительного леса перекрывать значительные пространства.
В доисламский период похожие стрельчатые арки применяли в архитектуре вестготов, на территории современных Испании и Франции. Подковообразные арки с сужением книзу боковых сторон известны в доисламской Сирии, где в IV веке эта форма была использована в баптистерии церкви Мар-Якуб, в Нусайбине. Такая форма арочного перекрытия возникала в тех случаях, когда центр арки находился выше уровня пят (оснований клинчатой кладки). Последовательное усложнение этой конструкции привело к появлению оригинальных форм трёхлопастной и многолопастной арки в арабской архитектуре времени правления Омейядов (661—750) и Кордовского халифата на территории Испании (929—1031).
О. Шуази в «Истории архитектуры», прослеживая эволюцию формы подковообразной арки, подчёркивал, что её зарождение следует искать в Ктесифоне, имперском дворце сасанидского Ирана. Выбрав «неудачный центр кривизны», — продолжал Шуази, — персидские зодчие вынуждены были внизу, у пят арки делать небольшие уступы для установки деревянных кружал. «По окончании работ каменщиков внутренняя поверхность арки покрывалась штукатуркой для обработки уступа в виде ската, составляющего продолжение внутренней поверхности арки. Эта форма перехода и породила очертание арки в виде подковы, причём у арабов это очертание пережило самый строительный приём». Подобным же образом строители создавали трёхлопастные килевидные арки — с напуском рядов каменной кладки.
Как всегда бывает в подобных случаях, технические новшества постепенно создавали новые художественно-образные приёмы. К ним, без сомнения, относятся «многоярусные и переплетающиеся арки». Так в знаменитой мечети в Кордове (784—987) на один ярус колонн с подковообразными арками поставили второй с такими же арками, но для прочности всей конструкции арки соединили попарно. Всё вместе создаёт эффект «переплетающихся арок» в бесконечной зрительной перспективе. Для облегчения столь сложной конструкции антрвольты прорезали ажурным орнаментом. 
Близость к арабской культуре мосарабов обусловило принятие ими подковобразной арки в архитектуре и оформлении манускриптов. Постепенно такая форма распространилась по всем халифатам Пиренейского полуострова, а также в Северной Африке.
В XVIII—XIX веках подковообразную арку, как функционально, так и декоративно, стали использовать архитекторы и художники-декораторы стиля пикчуреск и неомавританского стиля.